# Spiegelhagen
Spiegelhagen ist ein Ortsteil der Stadt Perleberg im brandenburgischen Landkreis Prignitz in Deutschland mit 138 Einwohnern.

## Geografie
Das Straßendorf Spiegelhagen liegt rund zweieinhalb Kilometer ostnordöstlich des Perleberger Stadtkerns. Benachbart sind außerdem die Perleberger Ortsteile Groß Buchholz im Norden, Lübzow im Nordosten, Rosenhagen im Südosten und Düpow im Süden.
Die Westgrenze Spiegelhagens folgt größtenteils dem Verlauf der Stepenitz und berührt hier die Perleberger Ortslage Neue Mühle. Nördlich von dieser Stelle hat Spiegelhagen Anteil am Naturschutzgebiet Stepenitz.
Im Nordwesten des ansonsten landwirtschaftlich geprägten Areals findet sich Nutzwald. Hier besitzt Spiegelhagen auch Flächen nordwestlich der Stepenitz und hat Anteil am durch den Kiesabbau zu großen Teilen abgetragenen Golmer Berg.

## Geschichte
Die älteste bekannte urkundliche Erwähnung Spiegelhagens (Spighelhaghen) ist auf das Jahr 1293 datiert. 1303 gelangte das Dorf in Besitz des Droyseke von Köcher. Von dessen Erben erwarb das Perleberger Heilig-Geist-Hospital Spiegelhagen im Jahr 1323.
1540 gelangte Spiegelhagen in den Besitz der Stadt Perleberg. Über die Jahrhunderte kam es mehrfach zu Konflikten über die von den Spiegelhagener Bauern für Perleberg zu verrichtenden Dienste und Abgaben.
Am 1. Mai 1973 wurde Spiegelhagen der Kreisstadt Perleberg angegliedert.

## Bauwerke
Die Dorfkirche Spiegelhagen geht auf einen Bau aus dem 15. Jahrhundert zurück. Umbauten in den folgenden Jahrhunderten haben die Kirche allerdings stark verändert. Der Fachwerkaufbau auf dem ursprünglichen Feldsteinsockel des Turmes stammt aus dem Jahr 1620. Bei dem eigentlichen Kirchengebäude handelt es sich um einen neugotischer Backsteinbau aus dem Jahr 1853.

## Verkehr
Auf dem Gebiet von Spiegelhagen treffen die Bundesstraßen 189 und 5 aufeinander. Seit der Fertigstellung der Ortsumgehung Perleberg im Jahr 2002 wird das Dorf selbst allerdings nicht mehr durchfahren.
Durch den Ort verläuft noch die Brandenburger Landesstraße 101.

## Einwohnerentwicklung
| Datum         | Einwohnerzahl |
| ------------- | ------------- |
| 1800          | 131           |
| 1817          | 107           |
| 1840          | 147           |
| 1858          | 168           |
| 1895          | 132           |
| 1925          | 156           |
| 1939          | 142           |
| 1946          | 220           |
| 11. Jan. 2011 | 138           |
| 31. Dez. 2012 | 143           |